# 因の三相
因の三相（いんのさんそう）とは、因明、ことに新因明の規定であって、陳那によって明確化された。
　陳那は、知識の確実性を論証する際に、現量(直接知覚)と比量(推理論証)の2つの量(pramana)のみを論証規範とした。その比量を、さらに自らの知識の確実性の論証(為自比量)と、他者に対する説示(為他比量)の2つに分けた。

　その為自比量とは、三相をそなえた因によって義を観察することであるとする。（『集量論』「為自比量品」第１偈）この三相をそなえた因のことをいう。
第１相は、因は宗の前陳(主辞)の法でなければならないという遍是宗法性(へんぜしゅうほっしょう)

第２相は、因は宗の後陳(賓辞)と同類でなければならないという同品定有性(どうぼんじょううしょう)

第３相は、因は宗の後陳(賓辞)と矛盾するものとは異なっていなければならないという異品遍無性(いぼんへんむしょう)
　このような因の三相をそなえた因をよりどころとして、現見や比度によって立てられた宗の確実性の吟味が為自比量である。よって、為自比量は、単にこれまで正理によって説かれた推理認識のことではない。

　ここにも因明が、仏教の正理と呼ぶのにふさわしい理由がみいだせる。つまり、仏教では根本的に知識は分別であるから不確実であり、真理を認識するには役にたたないとする。

　つまり、正理派などのいう、認識手段による対象の吟味からは、なんら確実性を見いだせない。
　さて、陳那においては、悟りのための認識源は自証のみであり、比量における分別は、他人に正しい智を生起させるという点でのみ、間接的な認識源の意味を持つ。

　『因明正理門論』に「不顧論宗」というように、言語表現としてしめされた宗は、自己によって得られたものである。その自己によって得られたものとは、為自比量によって得られたものであり、それは三相をそなえた因によって吟味されたものである。

　その確かめられた知識を、確かめられた方法を説くことによって他人に伝達することが為他比量である。つまり、為他比量は言語による認識について、その言語表現の確実性を追求するものであり、それが三相をそなえた因である。いいかえれば、為他比量の因は、為自比量における認識を吟味した、その根拠である。

　ところで、為自比量で確かめられた方法を他人に伝えることが為他比量ならば、その方法とは因の三相と密接な関係がある。その方法とは三支作法である。つまり、為自比量では宗因喩の三支として説く。よって、能立の三支は、この三相の説示という意味を持ち、因明にとって能立は三支でなければならなかった。